# ورزش در برزیل

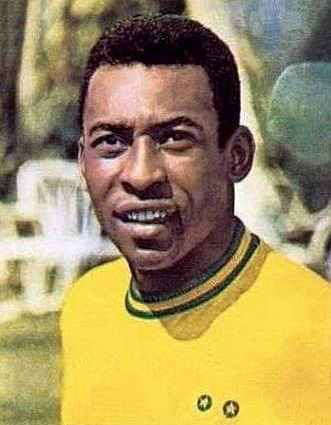
پله بازیکن فوتبال اهل برزیل از سرشناس‌ترین بازیکنان جهان فوتبال.

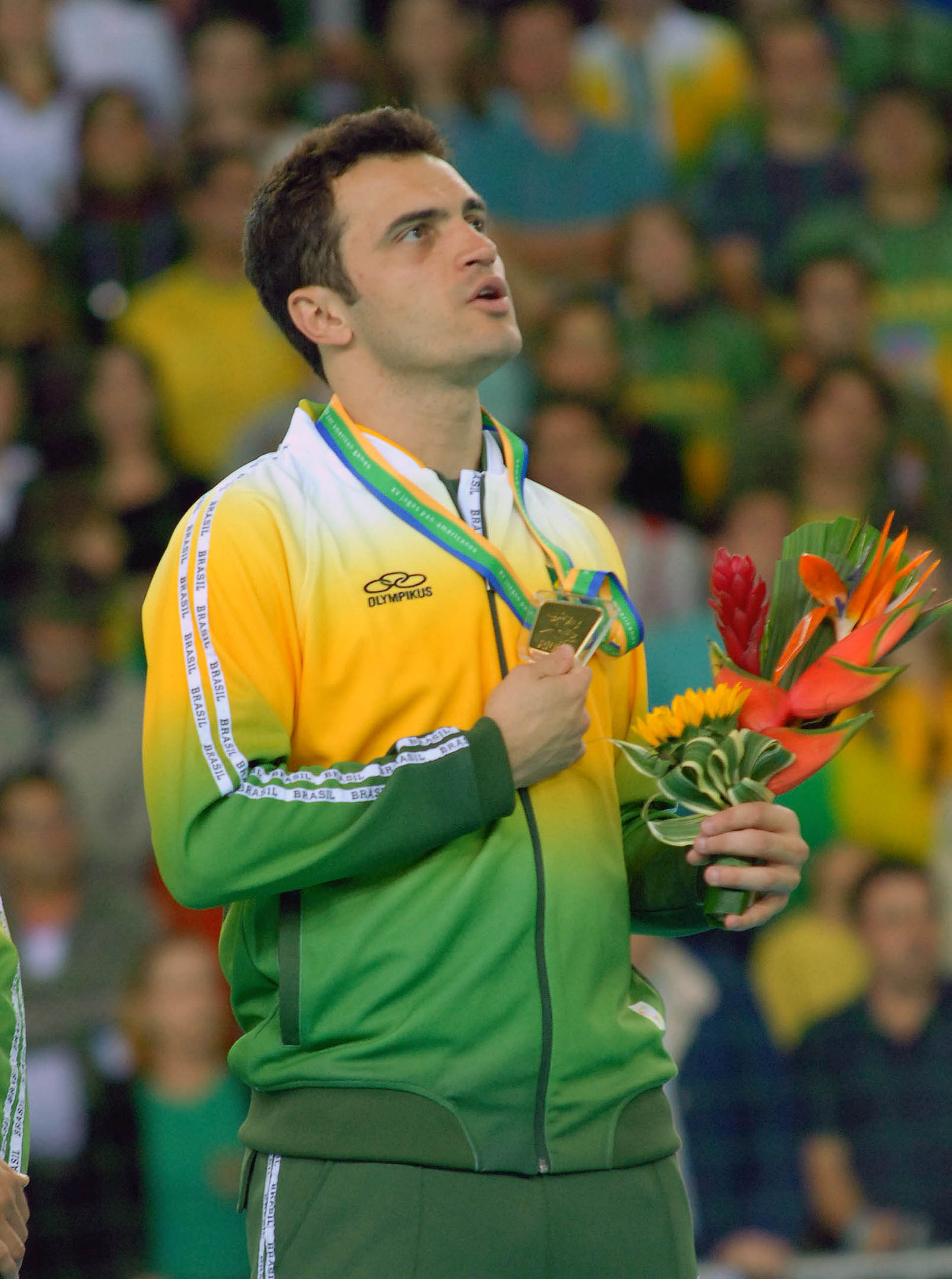
فالکائو یکی از سرشناس‌ترین بازیکنان فوتسال اهل برزیل است.

ورزش در برزیل به‌طور گسترده در رشته‌های گوناگون انجام می‌شود و بسیار پرطرفدار است. ورزش‌هایی که خاستگاه آن در این کشور است و از آنجا سرچشمه گرفته‌اند یا دارای اهمیت فرهنگی هستند. مردم برزیل به شدت درگیر ورزش هستند. فوتبال محبوب‌ترین ورزش در این کشور است. به غیر از فوتبال، ورزش‌هایی مانند والیبال، هنرهای رزمی ترکیبی، بسکتبال، تنیس، و ورزش‌های موتوری، به ویژه فرمول یک، از محبوبیت بالایی برخوردار هستند.

## ورزش‌های پرطرفدار

### فوتبال
فوتبال محبوب‌ترین ورزش در برزیل است. تیم ملی فوتبال برزیل که توسط فدراسیون فوتبال برزیل اداره می‌شود، ۵ بار قهرمان جام جهانی فوتبال در سال‌های ۱۹۵۸، ۱۹۶۲، ۱۹۷۰، ۱۹۹۴ و ۲۰۰۲ شده است و تنها تیمی است که در تمام مسابقات جام جهانی فیفا موفق به کسب سهمیه شده است. برزیل همچنین میزبان جام‌های جهانی ۱۹۵۰ و ۲۰۱۴ بود و تنها کشوری در آمریکای جنوبی است که دو جام جهانی را میزبانی کرده است. پیش از برزیل آرژانتین، اروگوئه و شیلی دیگر میزبان‌های قبلی بوده‌اند.
پس از اینکه برزیل سومین جام جهانی خود را در سال ۱۹۷۰ به دست آورد، جام ژول ریمه به آنها اعطا شد، زمانی که پله، یکی از شناخته شده‌ترین بازیکنان فوتبال تاریخ و بهترین گلزن تاریخ، برزیل را به سه عنوان قهرمانی رساند. تیم ملی فوتبال برزیل همچنین ۹ بار قهرمان کوپا آمریکا، دو بار قهرمان فوتبال در بازی‌های المپیک تابستانی و با ۴ عنوان موفق‌ترین تیم در جام کنفدراسیون‌های فیفا است. همه بازیکنان پیشرو در تیم‌های ملی از جمله پله، زیکو، گارینشا، رونالدو، روبرتو کارلوس، روماریو، رونالدینیو، تافارل، فالکائو، ریوالدو و نیمار در بازی مردان و مارتا در فوتبال زنان در دنیای فوتبال مطرح هستند. برخی از این بازیکنان را می‌توان ستاره‌های فوق‌العاده در نظر گرفت، که در سطح بین‌المللی به جایگاه مشهوری دست یافتند.
برزیل انواع مختلفی از فوتبال مانند فوتبال ساحلی و فوتوالی را به وجود آورد. فوتسال که در اروگوئه، همسایه برزیل اختراع شده است، به‌طور گسترده در این کشور، عمدتاً در ایالت ریو گرانده جنوبی، همسایه اروگوئه، بازی می‌شود.

### فوتسال
در فوتسال برزیل یکی از بزرگ‌ترین قدرت‌های جهان است. قبل از دوران فیفا، سه جام جهانی وجود داشت که توسط فدراسیون بین‌المللی سابق فوتبال داخل سالن (فیفوسا) سازماندهی شده بود و برزیل دو بار قهرمان جهان شد. برزیل با ۵ قهرمانی، بزرگ‌ترین قهرمان جام جهانی فوتسال فیفا است. فالکائو مشهورترین بازیکن مرد برزیلی در ورزش فوتسال است.

### فوتبال ساحلی
در فوتبال ساحلی، برزیل با ۶ عنوان قهرمانی در جام جهانی فوتبال ساحلی، یکی از بزرگ‌ترین قدرت‌های جهان است. علاوه بر این، دارای ۹ عنوان جهانی از مسابقات قبلی است که توسط مسابقات جهانی فوتبال ساحلی (BSWW) برگزار شده است.

### فوتوالی
فوتوالی یک ورزش تفریحی است که به‌طور گسترده در سواحل برزیل، عمدتا در ریو دو ژانیرو انجام می‌شود. این بازی در دهه ۱۹۷۰ توسط Octavio de Moraes ساخته شد و ترکیبی از فوتبال و والیبال است که در آن بازیکنان باید از پاها و سر خود برای بردن توپ از روی تور و به سمت حریف استفاده کنند و در سواحل بازی می‌شود. این ورزش یکی از محبوب‌ترین ورزش‌های ساحلی در برزیل است. فوتوالی ابتدا با ۵ بازیکن در هر تیم بازی می‌شد اما بعداً به ۲ بازیکن در هر تیم کاهش یافت و تا به امروز نیز همین‌طور است.

### والیبال
برزیل موفق‌ترین کشور در ورزش والیبال است. تیم ملی والیبال مردان برزیل در حال حاضر در ۳ رقابت، جام جهانی والیبال، والیبال قهرمانی مردان جهان و مسابقات والیبال المپیک قهرمان شده است و در رده‌بندی جهانی FIVB در رتبه اول قرار دارد.

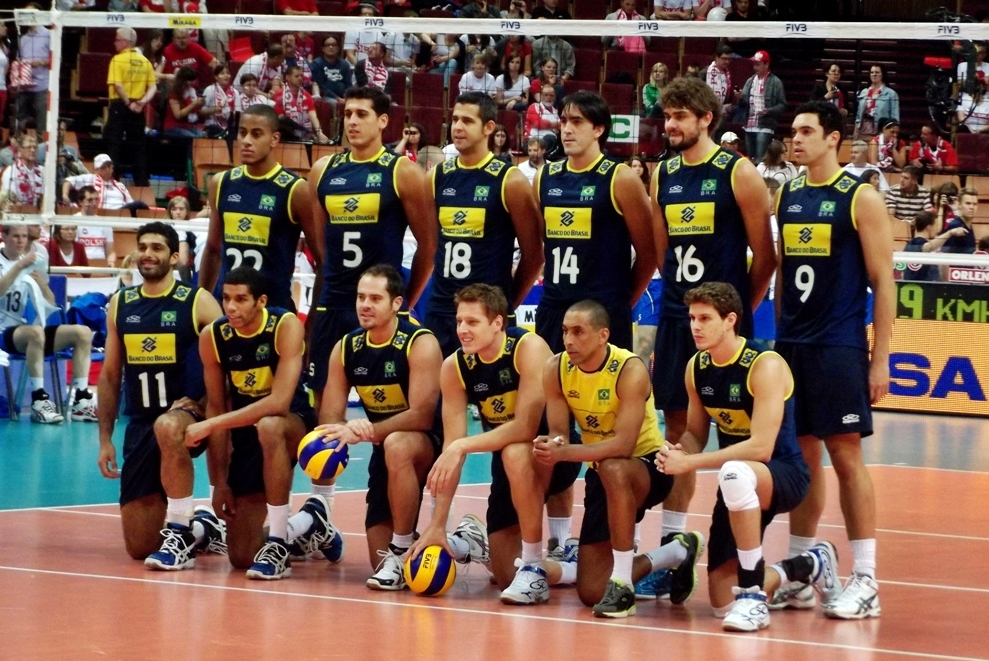
تیم ملی والیبال مردان برزیل، ۲۰۱۲.

رکورد موفقیت‌های تیم والیبال مردان برزیل به شرح زیر است:
- المپیک:

 طلا (۱۹۹۲, ۲۰۰۴, ۲۰۱۶)
 نقره (۱۹۸۴, ۲۰۰۸, ۲۰۱۲)
- قهرمانی جهان:

 طلا (۲۰۰۲, ۲۰۰۶, ۲۰۱۰)
 نقره (۱۹۸۲, ۲۰۱۴, ۲۰۱۸)
 برنز (۲۰۲۲)
- جام جهانی:

 طلا (۲۰۰۳, ۲۰۰۷, ۲۰۱۹)
- لیگ جهانی والیبال:

 طلا (۱۹۹۳, ۲۰۰۱, ۲۰۰۳, ۲۰۰۴, ۲۰۰۵, ۲۰۰۶, ۲۰۰۷, ۲۰۰۹, ۲۰۱۰)
- لیگ ملت‌های والیبال مردان:

 طلا (۲۰۲۱)
- جام بزرگ والیبال قهرمانان جهان:

 طلا (۱۹۹۷, ۲۰۰۵, ۲۰۰۹, ۲۰۱۳, ۲۰۱۷)
همچنین تیم ملی والیبال زنان برزیل در رده چهارم رده‌بندی جهانی FIVB قرار دارد.

### بسکتبال
بسکتبال سومین ورزش محبوب در برزیل است. تیم ملی بسکتبال مردان برزیل سه مدال برنز المپیک در سال‌های ۱۹۴۸، ۱۹۶۰ و ۱۹۶۴ کسب کرده است و دو بار در سال‌های ۱۹۵۹ و ۱۹۶۳ قهرمان جهان بسکتبال شد. آنها همچنین در دو نوبت در سال‌های ۱۹۵۴ و ۱۹۷۰ نایب قهرمان شده‌اند و همچنین در دو نوبت در سال‌های ۱۹۶۷ و ۱۹۷۸ به مقام سوم رسیده‌اند و تیم ملی بسکتبال برزیل در مجموع شش مدال در مسابقات قهرمانی بسکتبال جهان کسب کرده است. تیم ملی بسکتبال برزیل همچنین در مجموع ۹ مدال در مسابقات قهرمانی فیبا آمریکا، سه طلا (۱۹۸۴، ۲۰۰۵، ۲۰۰۹)، دو نقره (۱۹۸۸، ۲۰۰۱) و چهار برنز (۱۹۸۹، ۱۹۹۲، ۱۹۹۵، ۱۹۹۷) کسب کرده است. تیم ملی بسکتبال زنان برزیل در سال ۱۹۹۶ نایب قهرمان المپیک و در سال ۲۰۰۰ برنده مدال برنز شد و علاوه بر آن در سال ۱۹۹۴ قهرمان جهان و در سال ۱۹۷۱ برنده برنز شد. اسکار اشمیت (Oscar Schmidt) مشهورترین بازیکن مرد برزیلی و هورتنسیا مارکاری مشهورترین بازیکن زن است. هر دو ورزشکار به تالار مشاهیر بسکتبال و تالار مشاهیر فیبا معرفی شدند.

### هنرهای رزمی ترکیبی
هنرهای رزمی ترکیبی یکی از محبوب‌ترین ورزش‌ها در برزیل است. تنها از نظر محبوبیت ملی از فوتبال عقب‌تر است. جیو جیتسو برزیلی در دهه ۱۹۱۰ در برزیل به وجود آمد. بسیاری از مبارزان برزیلی در مسابقات مختلف هنرهای رزمی ترکیبی در خارج از کشور به چهره‌های شاخصی تبدیل شده‌اند.

## بازی‌های المپیک
برزیل اولین بار در سال ۱۹۲۰ در بازی‌های المپیک شرکت کرد. پیش از آن پنج دوره تابستانی قبلی را از دست داد. این کشور از آن زمان به‌جز بازی‌های المپیک تابستانی ۱۹۲۸، ورزشکارانی را برای شرکت در همه بازی‌های المپیک تابستانی اعزام کرده است. از سال ۲۰۲۴، ورزشکاران برزیلی در مجموع ۱۷۰ مدال در ۱۸ ورزش مختلف تابستانی کسب کرده‌اند. با توجه به اینکه برزیل عمدتاً یک کشور گرمسیری است، تا به امروز هیچ ورزشکار برزیلی مدال المپیک در ورزش‌های زمستانی کسب نکرده است و بهترین نتیجه این کشور در بازی‌های المپیک زمستانی کسب مقام نهم توسط ایزابل کلارک ریبیرو در اسنوبورد در بازی‌های المپیک زمستانی ۲۰۰۶ است.
والیبال (سالنی و والیبال ساحلی)، قایقرانی و جودو برترین ورزش‌های مدال‌آور برزیل در المپیک تابستانی هستند. این کشور همچنین بیشترین افتخار را در فوتبال دارد و تیم مردان با هفت مدال (۲ طلا، ۳ نقره و ۲ برنز) و تیم زنان سه مدال نقره و در مجموع ۱۰ مدال به دست آورده‌اند.
ریودوژانیرو برزیل میزبان بازی‌های المپیک تابستانی ۲۰۱۶ بود. این اولین باری بود که کشوری در آمریکای جنوبی میزبان این بازی‌ها بوده است. ریو پس از مکزیکو سیتی در سال 1968دومین شهر در آمریکای لاتین بود که میزبان بازی‌های المپیک تابستانی بوده است. همچنین برزیل پس از استرالیا در سال‌های ۱۹۵۶ و ۲۰۰۰، دومین کشور در نیمکره جنوبی بود که میزبان بازی‌های المپیک بود.

## لیگ‌های ورزشی
- سری آ برزیل